# پل مورر
پل مورر (انگلیسی: Paul Maurer؛ زادهٔ ۲۲ مهٔ ۱۹۹۶) بازیکن فوتبال اهل آلمان است.
از باشگاه‌هایی که در آن بازی کرده‌است می‌توان به باشگاه فوتبال انرژی کوتبوس اشاره کرد.